# Miłość jest za darmo
Miłość jest za darmo, (ang.) Love Don't Cost a Thing – komedia romantyczna produkcji USA w reżyserii Troya Beyera.
Film jest remakiem popularnej komedii romantycznej dla nastolatków „Nie kupisz miłości” z 1987 roku. 

## Fabuła
Alvin Johnson (Nick Cannon) to niezbyt popularny wśród rówieśników, ale niezwykle inteligentny uczeń liceum. Paris Morgan (Christina Milian) to piękna cheerleaderka, która ma poważny problem, ponieważ zniszczyła samochód swojej matki. Alvin zgadza się naprawić auto, pod warunkiem, że Paris będzie udawać przez jakiś czas jego dziewczynę, co ma znacznie poprawić jego reputację i przysporzyć popularności w szkole. W efekcie prowadzi to do wielu zarówno romantycznych jak i komicznych wydarzeń.

## Obsada
- Nick Cannon - Alvin Johnson
- Christina Milian - Paris Morgan
- Al Thompson - Wielki Ted
- Steve Harvey - Pan Johnson, tata Alvina
- Benjamin Stephens - Jock #1
- Jordan Burg - Mały chłopiec
- Elimu Nelson - Dru Hilton
- Kal Penn - Kenneth
- Kenan Thompson - Walter
- Vanessa Bell Calloway - Pani Morgan
- Melissa Schuman - Zoe
- Ashley Monique Clark - Aretha Johnson
- Kevin Christy - Chuck Mattock
- Jackie Benoit - Starsza pani
- Charles Owen - Muzyk jazzowy
- Gay Thomas Wilson - Judy Morgan
- Nichole Galicia - Yvonne Freeman
- Reagan Gomez-Preston - Olivia
- Shani Pride - Jasmine
- Peter Siragusa - Ben

i inni.